# Mount Vernon, Maine
Mount Vernon är en kommun i Kennebec County i delstaten Maine, USA.